# 杜博沃耶湖
55°18′17″N 40°7′33″E / 55.30472°N 40.12583°E
杜博沃耶湖（俄语：Дубовое），是俄羅斯的湖泊，位於該國西部，由莫斯科州負責管轄，長10.5公里、寬1.6公里，面積12平方公里，該湖泊海拔高度112.2米，最大水深5米。